# Hendrickje Stoffels
Hendrickje Stoffels (født 1626, død juli 1663) var en nederlandsk kvinde der blev Rembrandts husholderske og partner.
Stoffels blev ansat som Rembrandts husholderske og sygeplejerske af Rembrandts søn Titus efter tabet af hans hustru Saskia, omkring år 1649.
Stoffels blev født og opvokset i byen Bredevoort i 1626. I juli 1646 døde hendes far, Stoffel Stoffelse, og derfor rejste Hendrickje til Amsterdam, i 1646 eller 1647. I 1647, blev hun ansat af Rembrandt, først som husholderske, så som hans model og blev hans kæreste. Man antager at hun har været model for flere af hans malerier.
I 1654 måtte hun stå for kirkerådet for at "leve i synd", gravid med Rembrandts datter, der senere kom til at hedde Cornelia. Rembrandt ønskede ikke at gifte sig med hende, da han ikke ville miste sin første hustru Saskia van Uylenburghs arv efter, og at han allerede havde økonomiske problemer nok. Senere startede Stoffels sammen med Rembrandts søn Titus, en forhandlingsvirksomhed med Rembrandts malerier.
Stoffels døde af pesten af en epidemi i 1663, og blev den 24. Juli samme år, begravet i Westerkerk i Amsterdam.

## Galleri
- Hendrickje Stoffels
Ung kvinde i fantasifuld kostume (ca. 1652)
Rembrandt van Rijn
Olie på læred, 74 × 61 cm
Musée du Louvre
- "Kvinde i seng" (1645)
Rembrandt van Rijn
Olie på læred, 81,1 × 67,8 cm
National Gallery of Scotland
- "Batseba med Davids brev" (1654)
Rembrandt van Rijn
Olie på læred, 142 × 142 cm
Musée du Louvre
- "Badende kvinde" (1654)
Rembrandt van Rijn
Olie på læred, 618 × 470 mm
National Gallery
- "Hendrickje Stoffels"
Statue lavet af
Truus Doodeheefver Kremer
på torvet i Bredevoort.